# Montgomery County (Alabama)
 Der er flere lokaliteter med dette navn, se Montgomery County.
Montgomery County er et county beliggende i den sydlige del af den amerikanske delstat Alabama. Hovedbyen og den største by er Montgomery, der også er Alabamas hovedstad. I 2016 havde countyet 226.349 indbyggere. Det blev grundlagt 6. december 1816 og er opkaldt efter den amerikanske officer Lemuel P. Montgomery.

## Geografi
Ifølge United States Census Bureau er Jefferson Countys totale areal på 2.072 km², hvoraf de 41 km² er vand.